# Ljósá

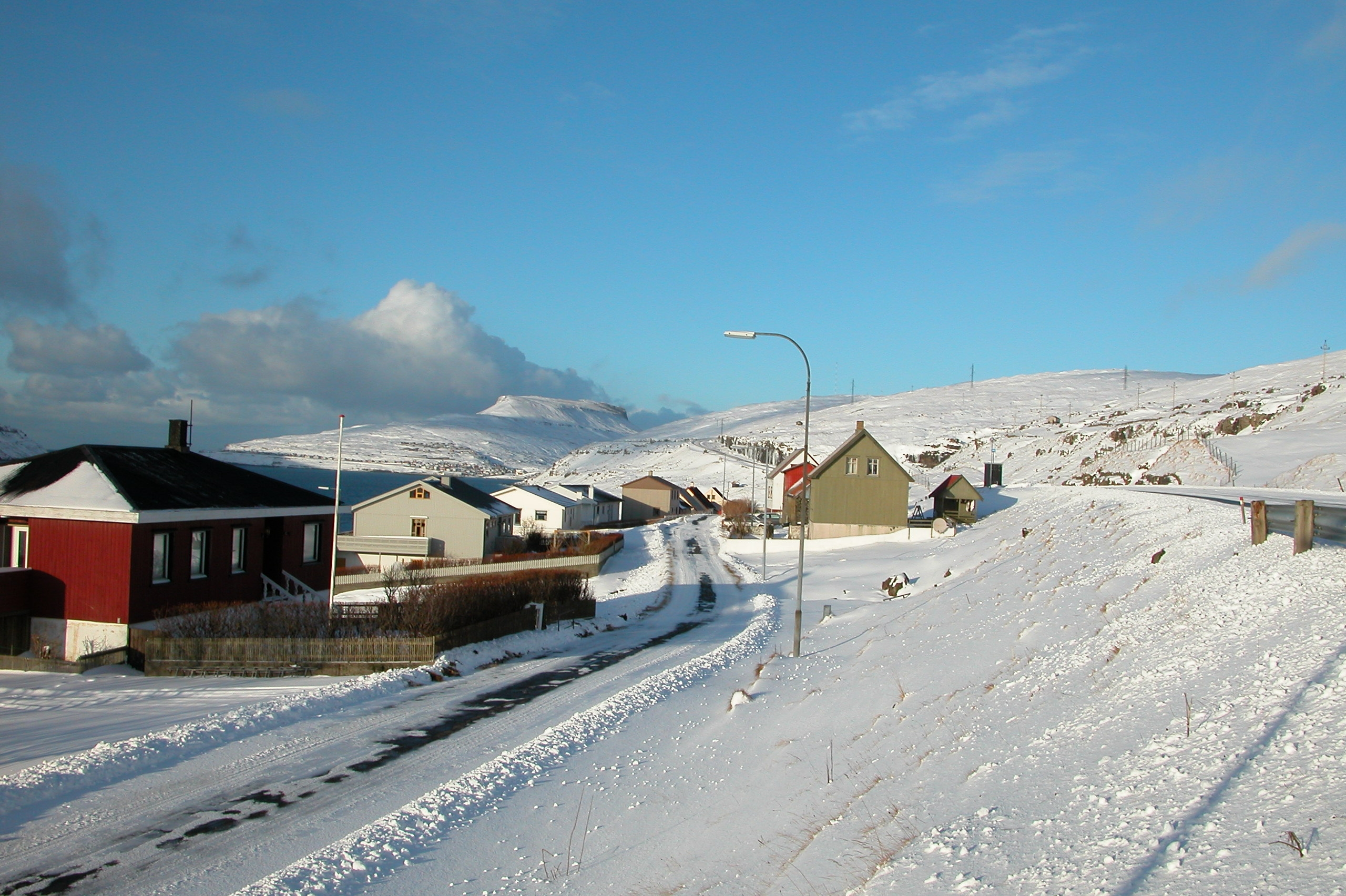
Ljósá im Winter

Ljósá [ˈljɔuːsɔ] (dänischer Name: Lyså, wörtlich: „Licht-Au“) ist ein Ort der Färöer im Nordosten der Insel Eysturoy.
Ljósá liegt südlich von Eiði an der Westküste der Insel am Sundini. Das Dorf wurde 1840 gegründet, als die Bevölkerungsanzahl der Färöer anstieg und mehr landwirtschaftliche Fläche erschlossen werden musste.